# Hörnerhelm Heinrich VIII.
Der Hörnerhelm Heinrich VIII. ist ein Maskenhelm aus dem Besitz Heinrichs VIII. von England.

## Beschreibung
Der Helm besteht aus Stahl und Messing. Er wurde von dem bekannten Plattnermeister Konrad Seusenhofer in Innsbruck/Österreich in den Jahren 1511 bis 1514 hergestellt. Der Helm gehört zu einer Prunkrüstung des Heinrich VIII. von England. Die heute nicht mehr erhaltene Rüstung wurde von Maximilian I. von Österreich bei Konrad Seusenhofer in Auftrag gegeben. Sie war als Geschenk für Heinrich VIII. von England gedacht und war eine von drei ähnlichen Stücken, von denen die Rüstung für den späteren Kaiser Karl V. erhalten ist und in Wien aufbewahrt wird. Der Hörnerhelm ist heute in den Royal Armouries in Leeds ausgestellt.
Die groteske Form des Helmes entspringt einer Mode der damaligen Zeit. Diese Art der Helme werden Maskenhelme oder Larvenhelme genannt. Der Hörnerhelm wurde von seinem Besitzer möglicherweise auf Festzügen getragen. Von der Nachwelt wurde er wegen seiner bizarren Form zeitweise dem Hofnarren William Sommers zugeordnet.
Der Helm hat eine runde Kalotte, die aus mehreren Teilen besteht, die miteinander vernietet sind. An den oberen Seiten des Helmes sind zwei hohl gearbeitete, aus Metall getriebene Widderhörner angebracht die dem Helm seinen Namen gaben. Das Visier ist als Maske gearbeitet. Die Darstellung zeigt ein grinsendes Männergesicht, das eine Brille trägt. Die Brille ist mit runden Gläserfassungen ausgestattet und kann nach oben weggeklappt werden. Die Augen, die Nase und der Mund ist plastisch ausgearbeitet. In dem grinsende Mund sind beide Zahnreihen dargestellt. Die Zahnzwischenräume sind ausgeschnitten und dienen einer besseren Belüftung des Helmes. Um die Augen herum, in den Nasenfalten, in der Nähe der Ohren, am Kinn und auf der Stirn sind weitere Belüftungsschlitze ausgearbeitet. Die Oberflächenbehandlung ist ausgezeichnet vorgenommen worden. In Nahaufnahmen sind die Barthaare am Kinn und den Wangen zu erkennen.